# Chrysopa hansensis
Chrysopa hansensis är en insektsart som beskrevs av Navás 1929. Chrysopa hansensis ingår i släktet Chrysopa och familjen guldögonsländor. Inga underarter finns listade i Catalogue of Life.